# 九鬼紋十郎
九鬼 紋十郎（くき もんじゅうろう、1902年（明治35年）6月7日 - 1986年（昭和61年）10月6日）は、日本の実業家、政治家。衆議院議員（1期）、参議院議員（1期）。九鬼産業グループを経営する四日市九鬼家当主。九鬼紋十郎という名は、本家の九鬼紋七とともに四日市九鬼家で当主が代々襲名していた。三重県四日市市出身。

## 経歴
1902年（明治35年）6月7日に、九鬼水軍の末裔である四日市九鬼家の当主8代目九鬼紋七の実弟の九鬼紋十郎（1869年生まれ、幼名・金松）の長男として誕生した。幼名は九鬼金平。のち九鬼紋十郎を襲名した。父である先代の紋十郎（金松）は先々代紋十郎の養子となり、家業の肥料商と紋十郎の名を継ぎ、四日市米穀株式取引所理事などを務めた多額納税者であった。伯父の8代目九鬼紋七は衆議院議員などを務めた政治家であり、また九鬼産業グループを経営する実業家であった。
紋十郎（金平）は1929年（昭和4年）に東京帝国大学文学部美学美術学科を卒業の後、四日市市会議員に就任し、同副議長、同議長を歴任する。また、九鬼産業グループを経営する九鬼財閥の総帥を務め、四日市市の有力実業家として、1946年（昭和21年）から1951年（昭和26年）にかけて四日市商工会議所の会頭（第6代）を務めた。後に1963年（昭和38年）にも会頭（第9代）となり、以降1980年（昭和55年）までに通算21年間にわたり商工会議所会頭として四日市市の財界で活躍した。さらに、三重県商工会議所連合会長や日本商工会議所の常議員などの財界の役職を務めた。
実業家としてはまた、中外ピストンの取締役、四日市築港の取締役、尾張時計株式会社（現在の尾張精機）の取締役、三岐鉄道の社長、のち1963年（昭和38年）から会長、東海ストア株式会社の社長、三重銀行の取締役を歴任した。
紋十郎はまた、1939年（昭和14年）4月1日に初代四日市市警防団長に就任し、翌1940年（昭和15年）6月4日に四日市市へ日産のポンプ自動車29AT式KMC段タービン26馬力を寄付した。
政治家としては、1946年（昭和21年）の第22回衆議院議員総選挙で日本進歩党から当選、翌1947年（昭和22年）の第1回参議院議員通常選挙に鞍替えで当選、衆議院議員1期、参議院議員1期を務めた。
四日市市長となった九鬼喜久男は紋十郎の姪（妹の娘）で養女の高子の夫で婿養子であった。喜久男が四日市市長であった期間（1966年 - 1972年）、紋十郎は2度目の四日市市商工会議所会頭職にあって、四日市近鉄百貨店社長なども務めており、地域名望家である九鬼家による地元政財界の独占的支配があったと評されている。
1965年（昭和40年）秋の褒章で長年にわたって労働基準協会会長に就いて労働基準行政の円滑な推進に寄与したとして藍綬褒章受章、1972年（昭和47年）秋の叙勲で勲三等旭日中綬章受章。1986年（昭和61年）10月6日死去。死没日をもって従四位に叙され、銀杯一組を賜った。

## 家庭・横顔
- 四日市市大字松本在住。
- 趣味は読書と美術鑑賞。
- 妻・光子（1910年生まれ）[12]。
- 妹・さと（1903年生まれ）は、鈴木秀三郎の妻[13]。秀三郎（旧姓高松）は愛知県の豪商「師定」の2代目当主・高松定一（旧名・鈴木五四郞）の三男で、親戚の鈴木家の養子となり、東京大学法学部卒業後、新聞人となった[14][13]。その実兄の齢吉は高松定一3代目を継ぎ、名古屋商工会議所第12代会頭を務めた[15]。さと・秀三郎の三女・高子は紋十郎・光子夫妻の養女となり、婿に九鬼喜久男（旧姓田中喜久男）を迎えた。
- 名実共に三重県下の政財界の大御所で、淡雅清高な有徳者であると評された[12]。